# NDTV
New Delhi Television Limited (NDTV) — индийская коммерческая телекомпания. Основана в 1988 году известным журналистом Пранной Роем, ныне занимающим пост президента NDTV Group. NDTV — аббревиатура изначального названия телекомпании — New Delhi Television. Является одной из крупнейших телекомпаний Индии. Имеет представительства в 23 городах страны. Ядром компании являются три национальных новостных телеканала: NDTV 24x7 (английский), NDTV India (хинди) и NDTV Profit (новости бизнеса). Каждый год компания присуждает премию NDTV Indian of the year.

## Телеканалы NDTV Group

### Национальные
- NDTV 24x7 — English News channel.
- NDTV India — Hindi News channel.
- NDTV Profit — Business News channel.
- NDTV Good Times — Lifestyle channel; JV between NDTV Group and United Breweries Group
- NDTV Hindu- English Chennai Based News Channel, with The Hindu Group

### Международные
- ATN NDTV 24x7
- NDTV Worldwide